# Филит
Филит (енгл. Phyllite, фр. Phyllade, Phyllite, рус. филлит) је ситнозрна, танкошкриљава стена са мусковитом (серицитом) у веома јасно израженој фолијацији, обично седефасте сјајности.
Група филита обухвата стене ситног зрна (ниског кристалинитета) и добро изражене шкриљаве текстуре. 

## Настанак и карактеристике
Филити настају метаморфозом глиновитих стена.
Изграђени су од серицита и кварца (који је знатно мање заступљен). Љуспице серицита показују изразито планарну и линеарну оријентацију. Осим серицита и кварца у овим стенама срећу се и хлорит, албит, рекристалисана органска материја или, ретко, биотит. 
Структура филита је лепидобластична. Текстура је шкриљава, често убрана или плисирана. Цепају се по равнима шкриљавости. Тада образују танке, равне плоче, које су због присуства серицита увек сјајне (карактеристичан свиласт сјај). 